# Bouciñas
Bouciñas (Oficialmente As Bouciñas) es una aldea situada en la parroquia de Lousame en el municipio de Lousame, provincia de La Coruña, Galicia, España. 
En 2021 tenía una población de 15 habitantes (9 hombres y 6 mujeres). Está situada a 96 metros sobre el nivel del mar a 200 metros de la cabecera municipal. Las localidades más cercanas son Portobravo, Cruído y Brandia.